# زكريا موافي
زكريا موافي (9 فبراير 1936-2 يونيو 1988) ممثل مصري، تخرج من كليه الطب البيطري، وانضم إلى فرقة ثلاثي أضواء المسرح وعمل معهم في البيانو الأبيض، حواديت، براغييت، موسيقى في الحي الشرقى، وفندق الأشغال الشاقة، وعمل مع فؤاد المهندس في أنا فين وأنت فين، الرجل مع جوز مراته، وفي المسرح مع محمد نجم في الواد النمس، كما عمل في المسرح الجامعي. ظهر في التلفزيون في مسلسلات عديدة. له من الأبناء: سها ومحمد وأحمد.

## أعماله الفنية

### أفلام
- المشاغب ستة: 1988
- الدنيا على جناح يمامة: 1988
- المنحوس: 1987
- لعبة الكبار: 1987
- الصبر في الملاحات: 1986
- الورثة: 1986
- مشوار عمر: 1986
- الحب فوق هضبة الهرم: 1986
- الزيارة الاخيرة: 1986
- رمضان فوق البركان: 1985عم نجاتي الشاويش
- العايقة والدريسة: 1985
- ملف في الآداب: 1985
- احترس من الخط: 1984
- شوارع من نار: 1984
- يارب ولد: 1984المعلم صقر
- ريا وسكينة: 1983
- عالم وعالمة: 1983المعلم
- المتسول: 1983خال حسنين البرطوشي
- مملكة الهلوسة: 1983
- عروسة وجوز عرسان: 1982
- مسافر بلا طريق: 1981
- انتخبوا الدكتور سليمان عبدالباسط: 1981
- خلي بالك من جيرانك: 1979
- المحفظة معايا: 1978حسين ضابط أمن
- امرأة بلا قلب: 1978
- قلوب في بحر الدموع: 1978
- شيلنى وأشيلك: 1977
- بص شوف سكر بتعمل ايه: 1977
- الف بوسة وبوسة: 1977
- العش الهادئ: 1976
- فيفا زلاطا: 1976
- المنحرفون: 1976
- ما بعد الحب: 1976
- العيال الطيبين: 1976
- غراميات عازب: 1976
- الضحايا: 1975
- البحث عن المتاعب: 1975
- الكداب: 1975
- صائد النساء: 1975
- البنات والحب: 1974
- أميره.حبي أنا: 1974
- المخادعون: 1973
- مدرسة المشاغبين: 1973جابر عامل المدرسة
- لسنا ملائكه: 1970
- المجانين الثلاثة: 1970
- فتاة الاستعراض: 1969
- شنبو في المصيدة: 1968
- عالم مضحك جداً: 1968
- كيف تسرق مليونير: 1968
- مراتى مجنونة مجنونة مجنونة: 1968
- شقة الطلبة: 1967
- بنت شقية: 1967
- 30 يوم في السجن: 1966عسكري بالسجن
- آخر جنان: 1965

### مسرحيات
- حضرات السادة العيال عام 1988
- الخوافين 1987
- البلدوزر عام 1986
- اعقل يامجنون عام 1985 بدور العمدة مصلحي عم نوره
- كلام خواجات عام 1984
- المتزوجون عام 1981
- الواد النمس عام 1981
- سك على بناتك عام 1980 بدور كريم
- جوليو ورومييت عام 1974
- موسيكا في الحى الشرقي عام 1971 بدور درويش الماحى
- أنا فين وانتى فين عام 1970
- أنا وهي وسموه عام 1966
- طبيخ الملايكة عام 1964
- فندق الأشغال الشاقة
- دول عصابة يا بابا
- الراجل اللى جوز مراته
- كل واحد وله عفريت

### مسلسلات
1. علي الزيبق عام 1985 بدور غريب زعيم العياق
2. الف ليلة وليلة ج(1) عام 1984
3. الأيام عام 1979
4. كيمو عام 1979
5. برج الحظ عام 1978
6. الجنة العذراء عام 1970
7. الأبواب المغلقة بدور أحد رجال شوكت